# イゴル・ツクロヴ
イゴル・ツクロヴ（クロアチア語:Igor Cukrov、1984年6月6日 - ）はクロアチアの歌手、ミュージシャン、テレビ・タレントである。ツクロヴはエンデモル（Endemol）の「フェイム・アカデミー」（Fame Academy）のバルカン・バージョンである「オペラツィヤ・トリユンフ」（Operacija trijumf）というタレント・オーディション番組に参加した16人の参加者の1人としてメディアに登場するようになった。ツクロヴはユーロビジョン・ソング・コンテスト2009にクロアチア代表として参加し、トンチ・フリッチ（Tonči Huljić）制作の「Lijepa Tena」を歌う。

## 来歴

### 初期
ツクロヴはスプリト・フェスティバルに参加し、最優秀新人賞を受賞した。ツクロヴはア・カペラ合唱団Cambiのテノール歌手としての経験もつんでいる。

### オペラツィヤ・トリユンフ
オペラツィヤ・トリユンフ（Operacija trijumf）は、エンデモルのタレント・オーディション番組「フェイム・アカデミー」のバルカン・バージョンであり、スロベニアを除く旧ユーゴスラビア連邦構成各国、セルビア、クロアチア、ボスニア・ヘルツェゴビナ、モンテネグロ、マケドニア共和国から参加者が集まる。番組は2008年9月28日に始まった。これに参加してツクロヴの多彩な歌唱は広く知れ渡るところとなった。番組ではツクロヴはアンドレア・ボチェッリの「コン・テ・パルティロ」などのオペラを歌う一方で、ローリング・ストーンズの「悲しみのアンジー」やエアロスミスの「I Don't Want to Miss a Thing」といったロックも歌った。ツクロヴらオペラツィヤ・トリユンフの参加者たちは、ベオグラードで行われたゴラン・カラン（Goran Karan）のコンサートを支援し、「Stand by Me」を歌った
イゴル・ツクロヴは12週目まで残ったが、13週目に電話投票でヴカシン・ブライッチに破れ、敗退した。番組の間、審査員の1人トンチ・フリッチ（Tonči Huljić）がツクロヴに過度に肩入れしているとの言説が流れた。11週目まで、ツクロヴは一度も敗退者候補とはならなかった。トンチ・フリッチは後に、ツクロヴの敗退は不正だとした。
オペラツィヤ・トリユンフの間、イゴル・ツクロヴは以下の曲を歌った:
- オリヴェル・マンディッチ（Oliver Mandić） - 「U ljubav vjere nemam」、参加者のニコラ・パウノヴィッチ（Nikola Paunović）とともに（1週目）
- ジェリコ・ヨクシモヴィッチ - 「Leđa o leđa」、ジェリコ・ヨクシモヴィッチと共に（2週目）
- ディノ・メルリン（Dino Merlin） & ジェリコ・ヨクシモヴィッチ - 「Supermen」、参加者のヴカシン・ブライッチとともに（3週目）
- ギボンニ（Gibonni） - 「Libar」（4週目）
- ケマル・モンテロ（Kemal Monteno） - 「Nije htjela」、ケマル・モンテロとともに（5週目）
- アンドレア・ボチェッリ - 「Con te partirò」（6週目）
- オリヴェル・マンディッチ（Oliver Mandić） - 「Poludeću」（7週目）
- ビートルズ - 「Yesterday」（8週目）
- ビイェロ・ドゥグメ（Bijelo dugme） - 「Ako ima Boga」（9週目）
- インデクシ（Indexi） - 「Žute dunje」（10週目）
- ビートルズ - 「Help!」/「A Hard Day's Night」、他の全ての参加者とともに（11週目）
- ズドラヴコ・チョリッチ（Zdravko Čolić） - 「Jedna zima s Kristinom」（11週目）
- セリーヌ・ディオン - 「My Heart Will Go On」、参加者のニナ・ペトコヴィッチ（Nina Petković）とともに（11週目）
- ローリング・ストーンズ - 「Angie」（12週目）
- プルリャヴォ・カザリシュテ（Prljavo kazalište）/VISイドリ（VIS Idoli） - 「Mi plešemo」/「Maljčiki」。参加者のアナ・ベビッチ（Ana Bebić）、ヴカシン・ブライッチとともに（12週目）
- エアロスミス - 「I Don't Want to Miss a Thing」（13週目）
- U2 - 「With or Without You」（13週目）、ヴカシン・ブライッチとともに
- 映画音楽 - 「Pjevajmo do zore」、アンドレア・ハラピン（Andrea Harapin）、イヴァナ・ニコディイェヴィッチ（Ivana Nikodijević）、クリスティヤン・ヨヴァノフ（Kristijan Jovanov）とともに（準決勝、ゲスト）

### ユーロビジョン・ソング・コンテスト2009

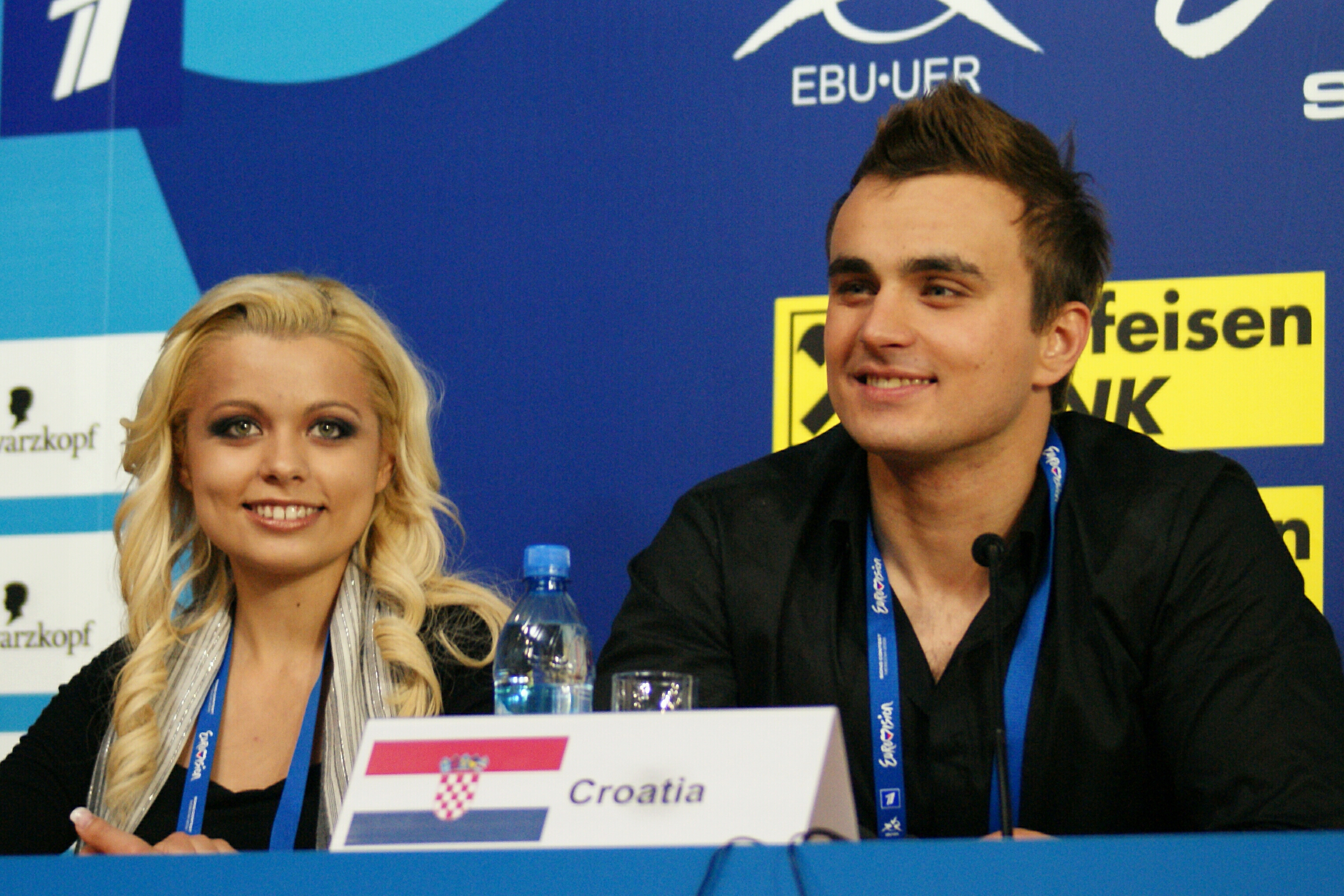
イゴル・ツクロヴとアンドレア・シュシュニャラ。ユーロビジョン・ソング・コンテスト2009の記者会見にて。

オペラツィヤ・トリユンフの後、全ての参加者はロシアのモスクワで開かれるユーロビジョン・ソング・コンテスト2009への出場を目指し、国内代表選考に参加することを表明した。オペラツィヤ・トリユンフのクロアチアからの参加者のうち、イゴル・ツクロヴとアナ・ベビッチは国内大会で決勝出場を決めた。クロアチア代表を選ぶ大会でツクロヴが歌った「Lijepa Tena」はクロアチアのミュージシャン、トンチ・フリッチが作詞・作曲した。また、フリッチによって、アンドレア・シュシュニャラとの共演とすることが決まった。HRTドラの決勝戦は2008年2月28日に行われ、イゴル・ツクロヴは30ポイントを集めて優勝した。これによって、ツクロヴはシュシュニャラとともにユーロビジョン2009のクロアチア代表となることがきまった。ユーロビジョン2009では、審査員推薦枠で準決勝を通過し、決勝では18位となった。

## ディスコグラフィー

### シングル
- Lijepa Tena（2009年）[2]